# Fremdwährung
Fremdwährung (englisch foreign currency) ist eine Währung, die sich nicht im Staat der sie emittierenden Zentralbank in Umlauf befindet, sondern außerhalb dieses Hoheitsgebiets. Der Gegensatz ist Inlands- oder Heimatwährung.

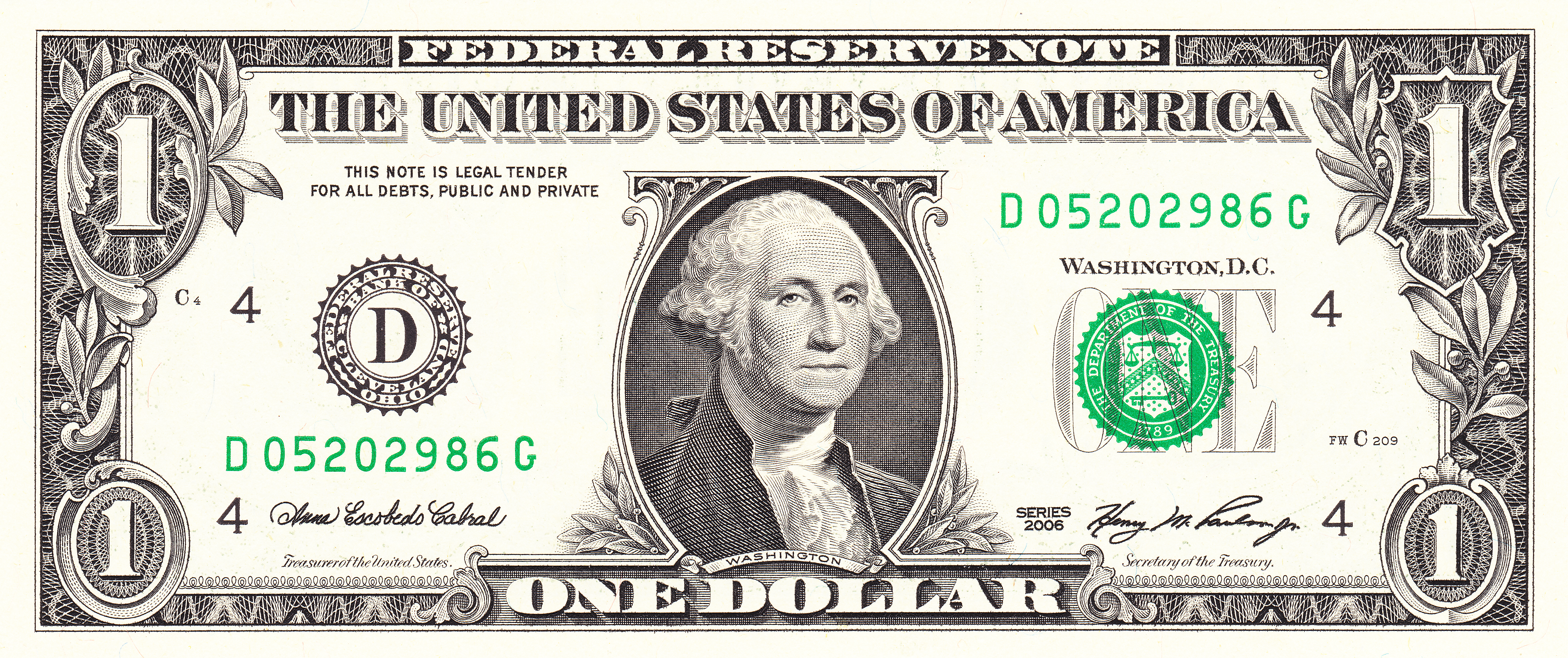
Die Ein-Dollar-Note, in Deutschland eine Fremdwährung

## Allgemeines
Jeder Staat besitzt ein durch Gesetze geschaffenes Währungsmonopol, wodurch er in seinem Hoheitsgebiet ein gesetzliches Zahlungsmittel einführt. Zirkuliert seine Währung außerhalb seines Staatsgebiets, nennt man sie dort Fremdwährung und ist dort kein gesetzliches Zahlungsmittel, sondern kann zu Wertaufbewahrungszwecken genutzt werden. Wird dennoch eine Fremdwährung als Zahlungsmittel angenommen, so geschieht dies freiwillig. Denn nach § 14 Abs. 1 Satz 2 BBankG „sind auf Euro lautende Banknoten das einzige unbeschränkte gesetzliche Zahlungsmittel“. Ähnliche Regelungen gibt es weltweit. So regelt Art. 2 des schweizerischen Bundesgesetzes über die Währung und die Zahlungsmittel, dass der Schweizer Franken gesetzliches Zahlungsmittel ist, in Österreich gilt dies nach § 61 Abs. 1 Nationalbankgesetz wiederum für den Euro. Im US-Bundesstaat Utah sind neben dem US-Dollar seit März 2011 auch Gold und Silber ein gesetzliches Zahlungsmittel. Die Funktion als gesetzliches Zahlungsmittel von Gold und Silber führt jedoch nicht dazu, dass diese Edelmetalle anderswo als Fremdwährung angesehen werden.

## Erscheinungsformen und typische Inhaber von Fremdwährungen
Erscheinungsformen von Fremdwährungen sind Devisen oder Sorten. Devisen sind auf Fremdwährung lautende Bankguthaben, Wechsel, Schecks (früher auch Reiseschecks) oder Kreditbriefe. Im weiteren Sinne kommen auch in Fremdwährung denominierte Wertpapiere hinzu. Sorten sind die ausländischen gesetzlichen Zahlungsmittel, die in einem anderen Staat keiner Annahmepflicht unterliegen. Die Inhaber von Fremdwährungen haben im Regelfall einen Auslandsbezug oder spekulative Motive. Kreditinstitute sind die typischsten Inhaber von Fremdwährungen. Sie handeln damit im Devisen- und Sortenhandel, gewähren Fremdwährungskredite oder nehmen Geldanlagen in Fremdwährung (Auslandsguthaben) an. Exporteure und Importeure erhalten Zahlungen oder schulden Zahlungen in Fremdwährung gegenüber ihren ausländischen Vertragspartnern. Touristen erwerben Fremdwährung, um damit im Heimatland dieser Währung zu bezahlen.

## Zahlung
In allen großen Industrieländern gehört es zur Handelsusance, dass der Exporteur in der eigenen Inlandswährung fakturiert. Entsprechend müssen deutsche Importeure hinnehmen, wenn ihre Verbindlichkeiten außerhalb des Euroraums auf Fremdwährung lauten. Dem trägt § 244 Abs. 1 BGB Rechnung, wonach eine auf Fremdwährung lautende Geldschuld auch in Euro gezahlt werden kann, sofern die Zahlungspflicht nicht ausdrücklich in Fremdwährung zu erfüllen ist. Hierbei handelt es sich um so genannte unechte Valutaschulden oder einfache Fremdwährungsschulden. Im Gegensatz hierzu kann die effektive Fremdwährungsschuld nur in dieser Fremdwährung beglichen werden, wenn dies im Vertrag ausdrücklich vorgesehen ist.
Das Halten von Fremdwährungen setzt vollständige Kapitalverkehrsfreiheit sowohl im Heimatland der Fremdwährung als auch im betroffenen Land voraus. Einschränkungen des freien Kapitalverkehrs können bis zum Verbot vom Halten von Fremdwährungen führen (Devisenverkehrsbeschränkung). Fremdwährungen gibt es also nicht, wenn mindestens ein Staat den Umlauf seiner eigenen Währung im Ausland oder den Umlauf von Fremdwährungen im Inland ganz oder teilweise verbietet.
Fremdwährungen werden auf dem Devisenmarkt gehandelt, zu dem die Devisenbörsen und die OTC-Märkte gehören. Wichtigste Fremdwährungen weltweit sind US-Dollar, Euro (außerhalb der Eurozone) und Yen.
Zahlungen in Fremdwährung erfolgen europaweit im Rahmen der Auslandsüberweisung. Aus Gründen der Meldevorschriften im Außenwirtschaftsverkehr zwecks Erhebung der Zahlungsbilanz und Außenhandelsstatistik haben der zahlungspflichtige Inländer (bei Zahlungen an Ausländer mit Sitz im Ausland) und der inländische Zahlungsempfänger (bei Zahlungen von Ausländern mit Sitz im Ausland) nach § 67 Abs. 1 AWV ab einer Meldeschwelle von mehr als 12.500 Euro oder Gegenwert in Fremdwährung („andere Währung“; § 67 Abs. 2 AWV) ausgehende oder eingehende Zahlungen mit dem Vordruck „Zahlungsauftrag im Außenwirtschaftsverkehr“ (Z1/Z4) zu melden (§ 67 Abs. 4 AWV). Auch SEPA-Zahlungen sind von der Grenze von 12.500 Euro betroffen. Ausgenommen von der Meldepflicht sind Exporterlöse, Importzahlungen und bestimmte Zahlungen für kurzfristige Kredite. Kreditinstitute weisen automatisch bei grenzüberschreitenden Zahlungen darauf hin, dass diese Meldepflichten vom Zahlungspflichtigen oder Zahlungsempfänger zu beachten sind.

## Fremdwährungskonten
Fremdwährungskonten (auch: Devisenkonto) sind auf Fremdwährung lautende Bankkonten. Umsätze und Salden werden ausschließlich in einer bestimmten Fremdwährung angezeigt.

## Risiko
Im Zusammenhang mit der Bestandshaltung von Fremdwährungen gibt es zwei Risiken, nämlich das Wechselkursrisiko und das Paritätsänderungsrisiko, die beide als Valutarisiko zusammengefasst werden. Der Bestand an Fremdwährungen unterliegt also der Gewinnchance oder Verlustgefahr, dass der Wechselkurs der Fremdwährung gegenüber der Heimatwährung steigt oder fällt (Wechselkursrisiko) oder die Fremdwährung gegenüber der Heimatwährung aufwertet oder abwertet (Paritätsänderungsrisiko). Für den Gläubiger oder Exporteur ist die Kurssteigerung oder Aufwertung eine Gewinnchance, für den Schuldner oder Importeur eine Verlustgefahr. Gegen diese Verlustgefahren können sich die Beteiligten durch Kurssicherung, Glattstellung oder Covering absichern. Wird die Fremdwährung über einen längeren Zeitraum gehalten und der Fremdwährungsinhaber will Gewinnchancen wahrnehmen, liegt Spekulation vor.
Der Inhaber von Wertpapieren in Fremdwährung (Fremdwährungsanleihen, Aktien, Investmentzertifikate) ist zwei Risiken ausgesetzt. Neben dem wertpapiertypischen Kursrisiko und (bei zinstragenden Wertpapieren) Zinsänderungsrisiko besitzt er auch ein Valutarisiko, die unabhängig voneinander sind. Kurs-, Zinsänderungs- und Valutarisiko können gleichläufig, aber auch gegenläufig sein.

## Bilanzierung
Da der Jahresabschluss in Euro aufzustellen ist (§ 244 HGB), sind zum Bilanzstichtag in Fremdwährung erfasste Vermögensgegenstände und Schulden in Euro umzurechnen. Fremdwährungsvermögen und Fremdwährungsverbindlichkeiten sind nach § 256a HGB am Stichtag zum Devisenkassamittelkurs umzurechnen. Ist eine Bilanz in Fremdwährung aufgestellt, gibt § 308a HGB Hinweise für ihre Umrechnung in Euro. Währungsgewinne sind ein Vermögenszuwachs für den Inhaber von Fremdwährungsvermögen oder Schuldner, Währungsverluste ergeben sich entsprechend aus einer Vermögensabnahme.
Aus Zahlungsströmen in Fremdwährung resultieren in Unternehmen ein Transaktions-, Translations- und ökonomisches Risiko.
- Das Transaktionsrisiko (englisch transaction exposure) besteht aus der Gefahr, dass aufgrund von Wechselkursänderungen die Umsätze sinken oder die Kosten steigen,
- das Translationsrisiko (englisch translation exposure) besteht aus der Gefahr, dass aufgrund von Wechselkursänderungen die Aktiva im Wert sinken oder die Passiva im Wert steigen,
- das ökonomische Risiko (englisch economic exposure) ist die Gefahr, dass mittel- und langfristige Wechselkursänderungen die Absatzchancen auf ausländischen Märkten verschlechtern oder sich dort die Kosten erhöhen.

Nach den International Accounting Standards (IAS) ist eine Fremdwährung jede andere Währung außer der funktionalen Währung des berichtenden Unternehmens. Die „funktionale Währung“ entspricht der Währung des primären Wirtschaftsumfelds, in dem das Unternehmen tätig ist (IAS 21.8). Sobald ein Unternehmen ein in Fremdwährung valutiertes Geschäft eingeht, ist es dem Valutarisiko ausgesetzt. Zu den Fremdwährungstransaktionen gehören der Kauf oder Verkauf von Waren oder Dienstleistungen in Fremdwährung, Fremdwährungskredite und Geldanlagen (Fremdwährungsanleihen) und der Erwerb oder die Veräußerung von Vermögenswerten oder Schulden in Fremdwährung (IAS 21.20). Sie sind zum Stichtagskurs umzurechnen (IAS 21.23).
Banken dürfen offene Fremdwährungspositionen führen. Das sind alle aktivischen (passivischen) Währungspositionen, denen nicht eine ebenso hohe passivische (aktivische) Position gegenübersteht, oder künftige Einzahlungen (Auszahlungen) in Fremdwährung, denen nicht zeitgleich eine Auszahlung (Einzahlung) in gleicher Höhe gegenübersteht. Offene aktivische Positionen und Einzahlungsüberschüsse in Fremdwährung heißen „Long-“ oder Pluspositionen, offene passivische oder Auszahlungsüberschüsse in Fremdwährung bezeichnet man als „Short-“ oder Minusposition. Hohe Inkongruenzen in Fremdwährung gab es während der Asienkrise in Thailand und Südkorea. Ihr ging eine Verschlechterung der Netto-Position thailändischer und südkoreanischer Banken in Fremdwährung zwischen 1993 und 1996 voraus; das Risiko von Fremdwährungskrediten wurde in Südkorea unterschätzt.

## Übernahme einer Fremdwährung
Die dauerhafte Nutzung einer Währung außerhalb ihres eigentlichen Währungsraums resultiert hauptsächlich aus der Nichterfüllung der Geldfunktionen durch die jeweilige nationale Währung. Daher gehen manche Länder dazu über, ihre eigene Währung faktisch aufzugeben und durch eine stabile ausländische Währung zu ersetzen („Dollarisierung“, „Euroisierung“). Darüber hinaus ist es zum Beispiel in amerikanischen Restaurants auch in Europa üblich, US-Dollar zu akzeptieren. In manchen Staaten, vornehmlich mit nicht so stabiler eigener Währung („Weichwährung“), sind Zahlungen in Fremdwährung sogar erwünscht. Besonders in Touristenregionen ist die Akzeptanz fremder Währungen nicht unüblich, allerdings wird dabei auch oft großzügig gerundet und/oder Gebühren auf den Preis aufgeschlagen. In der Regel erhält der Zahler ein Wechselgeld nur in Landeswährung.
Fremdwährungen können im Inland auch als geldpolitische Strategie verwendet werden. Gibt ein Land seine bisherige Währung ohne nationalen Ersatz auf und führt stattdessen eine ausländische Währung als gesetzliches Zahlungsmittel ein, so wird dieser Vorgang je nach eingeführter Währung z. B. als Dollarisierung oder Euroisierung bezeichnet. Der gesetzliche Verzicht auf eine nationale Währung impliziert, dass das entsprechende Land keine eigenständige Geldpolitik umsetzen und auch keine Seigniorage-Einnahmen mehr generieren kann.
Länderbeispiele
- Euro: Andorra, Monaco (durch Währungsabkommen mit Frankreich), San Marino und Vatikanstaat (jeweils durch Währungsabkommen mit Italien), Montenegro, sowie Kosovo
- US-Dollar (siehe auch Dollarisierung): Britische Jungferninseln, Ecuador, El Salvador, Osttimor, Panama, Kambodscha, Simbabwe
- Schweizer Franken: Fürstentum Liechtenstein (durch Währungsabkommen mit der Schweiz)

## Einlagensicherung
Die gesetzliche Einlagensicherung greift seit 2018 auch für Fremdwährungskonten, deren Guthaben einen Gegenwert von 100.000 Euro nicht übersteigt. In § 7 Abs. 3 und 7 Einlagensicherungsgesetz ist geregelt, dass im Rahmen der deutschen gesetzlichen Einlagensicherung auch Fremdwährungskonten bis zum gesetzlichen Höchstbetrag von 100.000 € geschützt sind.